# Rauta
Rauta (nep. रौता) – gaun wikas samiti we wschodniej części Nepalu w strefie Sagarmatha w dystrykcie Udayapur. Według nepalskiego spisu powszechnego z 2001 roku liczył on 1190 gospodarstw domowych i 6950 mieszkańców (3407 kobiet i 3543 mężczyzn).